# Akrostihum
Akrostihum (lat. Acrostichum),  rod papratnjača u porodici bujadovki. Tri su priznate vrste raširene po tropskoj i umjerenoj Aziji, Africi, Južnoj i Sjevernoj Americi i Australaziji

## Vrste
1. Acrostichum aureum L.
2. Acrostichum danaeifolium Langsd. & Fisch.
3. Acrostichum speciosum Willd.